# Мария Французская (приоресса Пуасси)
Мария Французская (24 августа 1393, Венсенский лес — 19 августа 1438, Пале-Рояль) — дочь короля Франции Карла VI и его супруги Изабеллы Баварской, монахиня.

## Жизнь
Мария родилась в Венсенском лесу и была шестой из двенадцати детей, восемь из которых, включая Марию, дожили до совершеннолетия.
Отец Марии страдал наследственным психическим заболеванием. Изабелла посвятила Марию церкви, возможно из-за того, что она видела безумие своего мужа как наказание от Бога.
Мария отправилась в монастырь Пуасси 8 сентября 1397 года и стала монахиней 26 мая 1408 года. Она была единственной из королевских детей, жизнь которой была связана с церковью; остальные её выжившие братья и сёстры создали семьи.
В то время, когда Мария отправилась в монастырь, её настоятельницей была её двоюродная бабушка Мари Бурбонская, которая была сестрой её бабушки по отцовской линии, Жанны Бурбонской. Компаньонкой Марии в монастыре была другая Мария, дочь Кристины Пизанской. Кристина описала посещение Пуасси в 1400 году в своей работе «Книга Пуасси» (фр. Le Livre du Dit de Poissy): её «радостно и нежно приветствовали» семилетняя Мария де Валуа и приоресса. Кристина также описала жильё Марии как приличествующее королевской принцессе .
В 1405 году её мать Изабелла и её дядя Людовик I, герцог Орлеанский, посетили её и попытались убедить отказаться от религиозной жизни и выйти замуж за Эдуарда, сына Роберта, герцога Бара, союзника Людовика. Она отказалась, подчеркнув, что только король (который в то время уже был психически неуравновешенным) способен заставить её выйти замуж, и осталась в аббатстве. В последующие годы она стала приорессой монастыря и прожила там всю оставшуюся жизнь. Она умерла от чумы 19 августа 1438 года во дворце Пале-Рояль в Париже и была похоронена в монастыре. Единственным пережившим её братом был король Карл VII.